# Leucomicra
Leucomicra is een geslacht van vlinders van de familie spanners (Geometridae), uit de onderfamilie Ennominae.

## Soorten
- L. fuscaria Schaus, 1901
- L. leucospilaria Walker, 1861